# Cathédrale du Saint-Esprit de Varsovie
Cette  cathédrale ne doit pas être confondue avec une autre cathédrale de Varsovie.
 D’autres cathédrales portent le nom de cathédrale du Saint-Esprit.
La cathédrale du Saint-Esprit est la principale église de l’Église polonaise-catholique située à l'angle d'Ulica Szwoleżerów (pl) et d'Ulica Czerniakowska (pl).
Elle est construite de 1903 à 1906 pour servir d'église militaire orthodoxe de Pologne jusqu'au départ de la population russe en 1915. Dans l'entre-deux-guerres, elle sert d'église de garnison du 1er régiment de cavalerie Józef Piłsudski (pl). À partir de 1945, elle est cédée à l'Église polonaise-catholique qui en fait sa cathédrale.

## Sources
- (pl) Cet article est partiellement ou en totalité issu de l’article de Wikipédia en polonais intitulé « Katedra Świętego Ducha w Warszawie » (voir la liste des auteurs).